# Bruno Simão
Bruno Martins Simão (sinh ngày 5 tháng 5 năm 1985 ở Lisbon) là một cầu thủ bóng đá người Bồ Đào Nha thi đấu cho C.D. Pinhalnovense ở vị trí hậu vệ trái.
Em trai của anh, David, cũng là một cầu thủ bóng đá, ở vị trí tiền vệ.

## Thống kê câu lạc bộ
Tính đến 29 tháng 9 năm 2015
| Câu lạc bộ          | Mùa giải            | Giải vô địch                               | Giải vô địch | Giải vô địch | Cúp     | Cúp       | Châu lục | Châu lục  | Tổng cộng | Tổng cộng |
| Câu lạc bộ          | Mùa giải            | Hạng đấu                                   | Số trận      | Bàn thắng    | Số trận | Bàn thắng | Số trận  | Bàn thắng | Số trận   | Bàn thắng |
| ------------------- | ------------------- | ------------------------------------------ | ------------ | ------------ | ------- | --------- | -------- | --------- | --------- | --------- |
| Belenenses          | 2003–04             | Giải bóng đá vô địch quốc gia Bồ Đào Nha   | 0            | 0            | 0       | 0         | —        | —         | 0         | 0         |
| Barreirense         | 2005–06             | Giải bóng đá hạng nhất quốc gia Bồ Đào Nha | 6            | 0            | 1       | 0         | —        | —         | 7         | 0         |
| UTA Arad            | 2006–07             | Liga I                                     | 12           | 0            |         |           | —        | —         | 12        | 0         |
| UTA Arad            | 2007–08             | Liga I                                     | 23           | 1            |         |           | —        | —         | 23        | 1         |
| UTA Arad            | 2008–09             | Liga II                                    | 1            | 0            |         |           | —        | —         | 1         | 0         |
| UTA Arad            | Tổng cộng           | Tổng cộng                                  | 36           | 1            |         |           | —        | —         | 36        | 1         |
| Dinamo Bucureşti    | 2008–09             | Liga I                                     | 9            | 0            | 0       | 0         | —        | —         | 9         | 0         |
| Slovan Bratislava   | 2009–10             | Slovak Superliga                           | 7            | 0            | 0       | 0         | 2        | 0         | 9         | 0         |
| Astra Ploieşti      | 2009–10             | Liga I                                     | 4            | 0            | 0       | 0         | —        | —         | 4         | 0         |
| Khazar              | 2010–11             | Azerbaijan Premier League                  | 8            | 0            | 2       | 0         | —        | —         | 10        | 0         |
| Milsami             | 2011–12             | Divizia Națională                          | 15           | 0            | 0       | 0         | —        | —         | 15        | 0         |
| Milsami             | 2012–13             | Divizia Națională                          | 13           | 2            | 1       | 0         | 2        | 0         | 16        | 2         |
| Milsami             | Tổng cộng           | Tổng cộng                                  | 28           | 2            | 1       | 0         | 2        | 0         | 31        | 2         |
| Doxa                | 2013–14             | Giải bóng đá hạng nhất quốc gia Síp        | 0            | 0            | 0       | 0         | —        | —         | 0         | 0         |
| Dacia               | 2013–14             | Divizia Națională                          | 11           | 0            | 0       | 0         | —        | —         | 11        | 0         |
| União Leiria        | 2013–14             | Portuguese Second Division                 | 13           | 1            | 0       | 0         | —        | —         | 13        | 1         |
| Oliveirense         | 2014–15             | Giải bóng đá hạng nhất quốc gia Bồ Đào Nha | 35           | 0            | 5       | 0         | —        | —         | 40        | 0         |
| União Leiria        | 2015–16             | Portuguese Second Division                 | 3            | 1            | 2       | 0         | —        | —         | 5         | 1         |
| Tổng cộng sự nghiệp | Tổng cộng sự nghiệp | Tổng cộng sự nghiệp                        | 160          | 5            | 11      | 0         | 4        | 0         | 175       | 5         |

1. ↑  Số lần ra sân ở UEFA Champions League và UEFA Europa League
2. ↑  Số lần ra sân ở UEFA Europa League

## Danh hiệu
Khazar Lankaran
- Azerbaijan Cup: 2010–11

Milsami
- Moldovan Cup: 2011–12
- Moldovan Super Cup: 2012